# Maks Mirny
Maks Mirny (belarussisch Макс Мірны, englische Transkription Max Mirnyi; * 6. Juli 1977 in Minsk, Weißrussische SSR, Sowjetunion) ist ein ehemaliger belarussischer Tennisspieler.

## Karriere
Mirny, der ab Beginn seiner Karriere Doppelspezialist war, konnte auch im Einzel größere Erfolge feiern. So gewann er 2003 das Turnier von Rotterdam mit einem Finalsieg über Raemon Sluiter und außerdem stand er zwischen 2001 und 2005 in drei weiteren Endspielen. Seine beste Platzierung in der ATP-Weltrangliste erreichte er im Einzel am 18. August 2003 mit Position 18.
Im Doppel kam er mit verschiedenen Partnern auf 52 Turniersiege, darunter sechs Grand-Slam-Titel: 2000 und 2002 gewann er die US Open, je einmal mit Lleyton Hewitt und mit Mahesh Bhupathi; die French Open gewann er viermal, nämlich in den Jahren 2005, 2006, 2011 und 2012, jeweils zwei Titel errang er mit Jonas Björkman und Daniel Nestor. Mit Björkman und Nestor gewann er zudem je einmal den Tennis Masters Cup bzw. die ATP World Tour Finals. Mirny stand darüber hinaus in vier weiteren Endspielen bei Grand-Slam-Turnieren, so 2007 bei den Australian Open und 2003 in Wimbledon. Am 9. Juni 2003 wurde Mirny erstmals als Nummer eins der Doppel-Weltrangliste geführt, er konnte die Führung bis August 2003 behaupten. Zwischen Oktober 2003 und Januar 2004 sowie zwischen Januar und April 2007 wurde er erneut auf der Spitzenposition gelistet. Am 7. Mai 2012 wurde er gemeinsam mit Daniel Nestor abermals Weltranglistenerster. Mirny trat bei Grand-Slam-Turnieren häufig auch im Mixed an und er gewann auch in dieser Konkurrenz Titel: 1998 zusammen mit Serena Williams sowohl in Wimbledon als auch bei den US Open sowie 2007 und 2013 bei den US Open mit seiner Landsfrau Wiktoryja Asaranka beziehungsweise mit Andrea Hlaváčková. Bei den Olympischen Spielen 2012 in London führte Mirny die belarussische Delegation bei der Eröffnungsfeier als Fahnenträger an. In der Mixed-Konkurrenz gewann er mit Asaranka die Goldmedaille; im Finale besiegten sie die Briten Laura Robson und Andy Murray in drei Sätzen. Nach der Saison 2018 beendete er seine Karriere.
Mirny, der von 1994 bis 2018 in jeder Saison für die belarussische Davis-Cup-Mannschaft spielte, ist sowohl der erfolgreichste Spieler in deren Geschichte als auch Rekordspieler des Landes.

## Erfolge
| Legende                                              |
| Grand Slam (10)                                      |
| Tennis Masters Cup ATP World Tour Finals (2)         |
| ATP Masters Series ATP World Tour Masters 1000 (16)  |
| ATP International Series Gold ATP World Tour 500 (9) |
| ATP International Series ATP World Tour 250 (20)     |
| ATP Challenger Tour (7)                              |

| Titel nach Belag |
| Hartplatz (34)   |
| Sand (13)        |
| Rasen (3)        |
| Teppich (7)      |

### Einzel

#### Turniersiege
| Nr. | Datum            | Turnier   | Belag         | Finalgegner    | Ergebnis  |
| --- | ---------------- | --------- | ------------- | -------------- | --------- |
| 1.  | 17. Februar 2003 | Rotterdam | Hartplatz (i) | Raemon Sluiter | 7:63, 6:4 |

#### Finalteilnahmen
| Nr. | Datum            | Turnier    | Belag         | Finalgegner     | Ergebnis      |
| --- | ---------------- | ---------- | ------------- | --------------- | ------------- |
| 1.  | 15. Oktober 2001 | Stuttgart  | Hartplatz (i) | Tommy Haas      | 2:6, 2:6, 2:6 |
| 2.  | 14. Februar 2005 | Memphis    | Hartplatz (i) | Kenneth Carlsen | 5:7, 5:7      |
| 3.  | 13. Juni 2005    | Nottingham | Rasen         | Richard Gasquet | 2:6, 3:6      |

### Doppel

#### Turniersiege
| Nr. | Datum              | Turnier          | Belag         | Partner          | Finalgegner                          | Ergebnis           |
| --- | ------------------ | ---------------- | ------------- | ---------------- | ------------------------------------ | ------------------ |
| 1.  | 3. Februar 1997    | Shanghai         | Teppich       | Kevin Ullyett    | Tomas Nydahl Stefano Pescosolido     | 7:6, 6:7, 7:5      |
| 2.  | 8. Februar 1999    | Marseille        | Hartplatz (i) | Andrei Olchowski | David Adams Pavel Vízner             | 7:5, 7:67          |
| 3.  | 8. März 1999       | Kopenhagen       | Teppich       | Andrei Olchowski | Marc-Kevin Goellner David Prinosil   | 6:75, 7:64, 6:1    |
| 4.  | 10. Mai 1999       | Delray Beach (1) | Sand          | Nenad Zimonjić   | Doug Flach Brian MacPhie             | 7:63, 3:6, 6:3     |
| 5.  | 18. Oktober 1999   | Singapur         | Hartplatz (i) | Eric Taino       | Todd Woodbridge Mark Woodforde       | 6:3, 6:4           |
| 6.  | 10. Januar 2000    | Doha (1)         | Hartplatz     | Mark Knowles     | Alex O’Brien Jared Palmer            | 6:3, 6:4           |
| 7.  | 11. September 2000 | US Open (1)      | Hartplatz     | Lleyton Hewitt   | Ellis Ferreira Rick Leach            | 6:4, 5:7, 7:65     |
| 8.  | 20. November 2000  | Paris            | Teppich (i)   | Nicklas Kulti    | Paul Haarhuis Daniel Nestor          | 7:66, 7:5          |
| 9.  | 8. Oktober 2001    | Moskau (1)       | Teppich (i)   | Sandon Stolle    | Mahesh Bhupathi Jeff Tarango         | 6:3, 6:0           |
| 10. | 22. Oktober 2001   | Stuttgart        | Hartplatz (i) | Sandon Stolle    | Ellis Ferreira Jeff Tarango          | 7:63, 6:3          |
| 11. | 25. Februar 2002   | Rotterdam        | Hartplatz (i) | Roger Federer    | Mark Knowles Daniel Nestor           | 4:6, 6:3, [10:4]   |
| 12. | 9. September 2002  | US Open (2)      | Hartplatz     | Mahesh Bhupathi  | Jiří Novák Radek Štěpánek            | 6:3, 3:6, 6:4      |
| 13. | 7. Oktober 2002    | Moskau (2)       | Teppich       | Roger Federer    | Joshua Eagle Sandon Stolle           | 6:4, 7:60          |
| 14. | 31. März 2003      | Miami (1)        | Hartplatz     | Roger Federer    | Leander Paes David Rikl              | 7:5, 6:3           |
| 15. | 14. April 2003     | Estoril          | Sand          | Mahesh Bhupathi  | Lucas Arnold Ker Mariano Hood        | 6:1, 6:2           |
| 16. | 21. April 2003     | Monte Carlo (1)  | Sand          | Mahesh Bhupathi  | Michaël Llodra Fabrice Santoro       | 4:6, 7:5, 6:2      |
| 17. | 11. August 2003    | Montreal         | Hartplatz     | Mahesh Bhupathi  | Jonas Björkman Todd Woodbridge       | 4:1 Aufgabe        |
| 18. | 6. Oktober 2003    | Moskau (3)       | Teppich       | Mahesh Bhupathi  | Wayne Black Kevin Ullyett            | 6:3, 7:5           |
| 19. | 20. Oktober 2003   | Madrid           | Hartplatz (i) | Mahesh Bhupathi  | Wayne Black Kevin Ullyett            | 6:2, 2:6, 6:3      |
| 20. | 10. Mai 2004       | Rom              | Sand          | Mahesh Bhupathi  | Wayne Arthurs Paul Hanley            | 1:6, 6:4, 7:61     |
| 21. | 4. April 2005      | Miami (2)        | Hartplatz     | Jonas Björkman   | Wayne Black Kevin Ullyett            | 6:1, 6:2           |
| 22. | 16. Mai 2005       | Hamburg          | Sand          | Jonas Björkman   | Michaël Llodra Fabrice Santoro       | 6:2, 6:3           |
| 23. | 6. Juni 2005       | French Open (1)  | Sand          | Jonas Björkman   | Bob Bryan Mike Bryan                 | 2:6, 6:1, 6:4      |
| 24. | 22. August 2005    | Cincinnati (1)   | Hartplatz     | Jonas Björkman   | Wayne Black Kevin Ullyett            | 6:4, 5:7, 6:2      |
| 25. | 17. Oktober 2005   | Moskau (4)       | Teppich (i)   | Michail Juschny  | Igor Andrejew Nikolai Dawydenko      | 5:1, 5:1           |
| 26. | 9. Januar 2006     | Doha (2)         | Hartplatz     | Jonas Björkman   | Christophe Rochus Olivier Rochus     | 2:6, 6:3, [10:8]   |
| 27. | 3. April 2006      | Miami (3)        | Hartplatz     | Jonas Björkman   | Bob Bryan Mike Bryan                 | 6:4, 6:4           |
| 28. | 24. April 2006     | Monte Carlo (2)  | Sand          | Jonas Björkman   | Fabrice Santoro Nenad Zimonjić       | 3:6, 6:3, [10:7]   |
| 29. | 12. Juni 2006      | French Open (2)  | Sand          | Jonas Björkman   | Bob Bryan Mike Bryan                 | 6:75, 6:4, 7:5     |
| 30. | 24. Juli 2006      | Stuttgart        | Sand          | Gastón Gaudio    | Yves Allegro Robert Lindstedt        | 7:5, 6:74, [12:10] |
| 31. | 21. August 2006    | Cincinnati (2)   | Hartplatz     | Jonas Björkman   | Bob Bryan Mike Bryan                 | 7:65, 6:4          |
| 32. | 20. November 2006  | Shanghai (1)     | Hartplatz (i) | Jonas Björkman   | Mark Knowles Daniel Nestor           | 6:2, 6:4           |
| 33. | 14. Oktober 2007   | Stockholm        | Hartplatz (i) | Jonas Björkman   | Arnaud Clément Michaël Llodra        | 6:4, 6:4           |
| 34. | 17. Februar 2008   | Delray Beach (2) | Hartplatz     | Jamie Murray     | Bob Bryan Mike Bryan                 | 6:4, 3:6, [10:6]   |
| 35. | 12. Oktober 2008   | Wien             | Hartplatz (i) | Andy Ram         | Philipp Petzschner Alexander Peya    | 6:1, 7:5           |
| 36. | 4. April 2009      | Miami (3)        | Hartplatz     | Andy Ram         | Ashley Fisher Stephen Huss           | 6:74, 6:2, [10:7]  |
| 37. | 14. November 2010  | Paris (2)        | Hartplatz     | Mahesh Bhupathi  | Mark Knowles Andy Ram                | 7:5, 7:5           |
| 38. | 20. Februar 2011   | Memphis (1)      | Hartplatz (i) | Daniel Nestor    | Eric Butorac Jean-Julien Rojer       | 6:2, 6:76, [10:3]  |
| 39. | 4. Juni 2011       | French Open (3)  | Sand          | Daniel Nestor    | Juan Sebastián Cabal Eduardo Schwank | 7:63, 3:6, 6:4     |
| 40. | 16. Oktober 2011   | Shanghai         | Hartplatz     | Daniel Nestor    | Michaël Llodra Nenad Zimonjić        | 3:6, 6:1, [12:10]  |
| 41. | 27. November 2011  | London (2)       | Hartplatz (i) | Daniel Nestor    | Mariusz Fyrstenberg Marcin Matkowski | 7:5, 6:3           |
| 42. | 8. Januar 2012     | Brisbane         | Hartplatz     | Daniel Nestor    | Jürgen Melzer Philipp Petzschner     | 6:1, 6:2           |
| 43. | 26. Februar 2012   | Memphis (2)      | Hartplatz (i) | Daniel Nestor    | Ivan Dodig Marcelo Melo              | 4:6, 7:5, [10:7]   |
| 44. | 9. Juni 2012       | French Open (4)  | Sand          | Daniel Nestor    | Bob Bryan Mike Bryan                 | 6:4, 6:4           |
| 45. | 17. Juni 2012      | Queen’s Club     | Rasen         | Daniel Nestor    | Bob Bryan Mike Bryan                 | 6:3, 6:4           |
| 46. | 28. April 2013     | Bukarest         | Sand          | Horia Tecău      | Lukáš Dlouhý Oliver Marach           | 4:6, 6:4, [10:6]   |
| 47. | 22. Juni 2013      | ’s-Hertogenbosch | Rasen         | Horia Tecău      | Andre Begemann Martin Emmrich        | 6:3, 7:64          |
| 48. | 6. Oktober 2013    | Peking           | Hartplatz     | Horia Tecău      | Fabio Fognini Andreas Seppi          | 6:4, 6:2           |
| 49. | 27. Februar 2016   | Acapulco         | Hartplatz     | Treat Huey       | Philipp Petzschner Alexander Peya    | 7:65, 6:3          |
| 50. | 22. Oktober 2017   | Moskau (5)       | Hartplatz (i) | Philipp Oswald   | Damir Džumhur Antonio Šančić         | 6:3, 7:5           |
| 51. | 19. Februar 2018   | New York City    | Hartplatz (i) | Philipp Oswald   | Wesley Koolhof Artem Sitak           | 6:4, 4:6, [10:6]   |
| 52. | 14. April 2018     | Houston          | Sand          | Philipp Oswald   | Andre Begemann Antonio Šančić        | 6:72, 6:4, [11:9]  |

#### Finalteilnahmen
| Nr. | Datum              | Turnier         | Belag         | Partner                | Finalgegner                       | Ergebnis            |
| --- | ------------------ | --------------- | ------------- | ---------------------- | --------------------------------- | ------------------- |
| 1.  | 6. Oktober 1997    | Toulouse        | Teppich (i)   | Jean-Philippe Fleurian | Jacco Eltingh Paul Haarhuis       | 3:6, 6:7            |
| 2.  | 13. April 1998     | Chennai         | Hartplatz     | Olivier Delaître       | Mahesh Bhupathi Leander Paes      | 7:6, 3:6, 2:6       |
| 3.  | 8. Mai 2000        | München         | Sand          | Nenad Zimonjić         | David Adams John-Laffnie de Jager | 4:6, 4:6            |
| 4.  | 21. August 2000    | Indianapolis    | Hartplatz     | Jonas Björkman         | Lleyton Hewitt Sandon Stolle      | 6:73, 6:4, 6:73     |
| 5.  | 18. Juni 2001      | Halle           | Rasen         | Patrick Rafter         | Daniel Nestor Sandon Stolle       | 4:6, 7:65, 1:6      |
| 6.  | 4. Februar 2002    | Mailand         | Teppich (i)   | Julien Boutter         | Karsten Braasch Andrei Olchowski  | 6:3, 6:75, [10:12]  |
| 7.  | 18. Februar 2002   | Marseille       | Hartplatz (i) | Julien Boutter         | Arnaud Clément Nicolas Escudé     | 4:6, 3:6            |
| 8.  | 18. März 2002      | Indian Wells    | Hartplatz     | Roger Federer          | Mark Knowles Daniel Nestor        | 4:6, 4:6            |
| 9.  | 17. Juni 2002      | London          | Rasen         | Mahesh Bhupathi        | Wayne Black Kevin Ullyett         | 6:75, 6:3, 3:6      |
| 10. | 12. August 2002    | Cincinnati      | Hartplatz     | Mahesh Bhupathi        | James Blake Todd Martin           | 5:7, 3:6            |
| 11. | 19. August 2002    | Indianapolis    | Hartplatz     | Mahesh Bhupathi        | Mark Knowles Daniel Nestor        | 6:4, 6:73, 4:6      |
| 12. | 21. Oktober 2002   | Madrid          | Hartplatz (i) | Mahesh Bhupathi        | Mark Knowles Daniel Nestor        | 4:6, 3:6            |
| 13. | 6. Januar 2003     | Adelaide        | Hartplatz     | Jeff Morrison          | Jeff Coetzee Chris Haggard        | 6:2, 4:6, 6:77      |
| 14. | 24. Februar 2003   | Rotterdam       | Hartplatz (i) | Roger Federer          | Wayne Arthurs Paul Hanley         | 6:74, 2:6           |
| 15. | 19. Mai 2003       | Hamburg         | Sand          | Mahesh Bhupathi        | Mark Knowles Daniel Nestor        | 4:6, 4:6            |
| 16. | 16. Juni 2003      | London          | Rasen         | Mahesh Bhupathi        | Mark Knowles Daniel Nestor        | 3:6, 4:6            |
| 17. | 7. Juli 2003       | Wimbledon       | Rasen         | Mahesh Bhupathi        | Jonas Björkman Todd Woodbridge    | 6:3, 3:6, 6:74, 3:6 |
| 18. | 13. Oktober 2003   | Wien            | Hartplatz (i) | Mahesh Bhupathi        | Yves Allegro Roger Federer        | 6:77, 5:7           |
| 19. | 2. August 2004     | Toronto         | Hartplatz     | Jonas Björkman         | Mahesh Bhupathi Leander Paes      | 6:72, 2:6           |
| 20. | 13. Juni 2005      | London          | Rasen         | Jonas Björkman         | Bob Bryan Mike Bryan              | 7:64, 6:72, 6:74    |
| 21. | 12. September 2005 | US Open         | Hartplatz     | Jonas Björkman         | Bob Bryan Mike Bryan              | 1:6, 4:6            |
| 22. | 31. Oktober 2005   | St. Petersburg  | Teppich (i)   | Jonas Björkman         | Julian Knowle Jürgen Melzer       | 6:4, 5:7, 5:7       |
| 23. | 19. Juni 2006      | London          | Rasen         | Jonas Björkman         | Paul Hanley Kevin Ullyett         | 4:6, 6:75           |
| 24. | 11. September 2006 | US Open         | Hartplatz     | Jonas Björkman         | Martin Damm Leander Paes          | 7:65, 4:6, 3:6      |
| 25. | 29. Januar 2007    | Australian Open | Hartplatz     | Jonas Björkman         | Bob Bryan Mike Bryan              | 5:7, 5:7            |
| 26. | 18. Oktober 2008   | St. Petersburg  | Hartplatz (i) | Rohan Bopanna          | Travis Parrott Filip Polášek      | 6:3, 6:74, [8:10]   |
| 27. | 21. März 2009      | Indian Wells    | Hartplatz     | Andy Ram               | Mardy Fish Andy Roddick           | 6:3, 1:6, [12:14]   |
| 28. | 16. August 2009    | Montreal        | Hartplatz     | Andy Ram               | Mahesh Bhupathi Mark Knowles      | 4:6, 3:6            |
| 29. | 29. November 2009  | London          | Hartplatz (i) | Andy Ram               | Bob Bryan Mike Bryan              | 6:75, 3:6           |
| 30. | 3. April 2010      | Miami           | Hartplatz     | Mahesh Bhupathi        | Lukáš Dlouhý Leander Paes         | 2:6, 5:7            |
| 31. | 18. April 2010     | Monte Carlo     | Sand          | Mahesh Bhupathi        | Daniel Nestor Nenad Zimonjić      | 3:6, 0:2 Aufgabe    |
| 32. | 22. August 2010    | Cincinnati      | Hartplatz     | Mahesh Bhupathi        | Bob Bryan Mike Bryan              | 3:6, 4:6            |
| 33. | 7. November 2010   | Valencia        | Hartplatz     | Mahesh Bhupathi        | Andy Murray Jamie Murray          | 6:78, 7:5, [7:10]   |
| 34. | 28. November 2010  | London          | Hartplatz (i) | Mahesh Bhupathi        | Daniel Nestor Nenad Zimonjić      | 6:76, 4:6           |
| 35. | 2. April 2011      | Miami           | Hartplatz     | Daniel Nestor          | Mahesh Bhupathi Leander Paes      | 7:65, 2:6, [5:10]   |
| 36. | 30. Oktober 2011   | Wien            | Hartplatz (i) | Daniel Nestor          | Bob Bryan Mike Bryan              | 6:710, 3:6          |
| 37. | 5. November 2011   | Basel           | Hartplatz (i) | Daniel Nestor          | Michaël Llodra Nenad Zimonjić     | 4:6, 5:7            |
| 38. | 1. April 2012      | Miami           | Hartplatz     | Daniel Nestor          | Leander Paes Radek Štěpánek       | 6:3, 1:6, [8:10]    |
| 39. | 22. April 2012     | Monte Carlo     | Sand          | Daniel Nestor          | Bob Bryan Mike Bryan              | 2:6, 3:6            |
| 40. | 12. Januar 2013    | Sydney          | Hartplatz     | Horia Tecău            | Bob Bryan Mike Bryan              | 4:6, 4:6            |
| 41. | 3. März 2013       | Delray Beach    | Hartplatz     | Horia Tecău            | Jack Sock James Blake             | 4:6, 4:6            |
| 42. | 2. März 2014       | Acapulco        | Hartplatz     | Feliciano López        | Kevin Anderson Matthew Ebden      | 3:6, 3:6            |
| 43. | 1. November 2015   | Valencia        | Hartplatz (i) | Feliciano López        | Eric Butorac Scott Lipsky         | 6:74, 3:6           |
| 44. | 26. Februar 2017   | Delray Beach    | Hartplatz     | Treat Huey             | Raven Klaasen Rajeev Ram          | 5:7, 5:7            |
| 45. | 13. Januar 2018    | Auckland        | Hartplatz     | Philipp Oswald         | Oliver Marach Mate Pavić          | 4:6, 7:5, [7:10]    |
| 46. | 21. Oktober 2018   | Moskau          | Hartplatz (i) | Philipp Oswald         | Austin Krajicek Rajeev Ram        | 6:74, 4:6           |

### Mixed

#### Turniersiege
| Nr. | Datum             | Turnier           | Belag     | Partnerin          | Finalgegner                      | Ergebnis         |
| --- | ----------------- | ----------------- | --------- | ------------------ | -------------------------------- | ---------------- |
| 1.  | Juli 1998         | Wimbledon         | Rasen     | Serena Williams    | Mirjana Lučić Mahesh Bhupathi    | 6:4, 6:4         |
| 2.  | September 1998    | US Open (1)       | Hartplatz | Serena Williams    | Lisa Raymond Patrick Galbraith   | 6:2, 6:2         |
| 3.  | September 2007    | US Open (2)       | Hartplatz | Wiktoryja Asaranka | Meghann Shaughnessy Leander Paes | 6:4, 7:66        |
| 4.  | 5. August 2012    | Olympische Spiele | Rasen     | Wiktoryja Asaranka | Laura Robson Andy Murray         | 2:6, 6:3, [10:8] |
| 5.  | 6. September 2013 | US Open (3)       | Hartplatz | Andrea Hlaváčková  | Abigail Spears Santiago González | 7:65, 6:3        |

## Bilanz

### Doppel
| Turnier1                     | 2018              | 2017              | 2016              | 2015              | 2014              | 2013              | 2012              | 2011              | 2010              | 2009              | 2008              | 2007              | 2006              | 2005              | 2004              | 2003              | 2002              | 2001              | 2000              | 1999              | 1998              | 1997              | 1996              | 1995              | Gesamt  |
| ---------------------------- | ----------------- | ----------------- | ----------------- | ----------------- | ----------------- | ----------------- | ----------------- | ----------------- | ----------------- | ----------------- | ----------------- | ----------------- | ----------------- | ----------------- | ----------------- | ----------------- | ----------------- | ----------------- | ----------------- | ----------------- | ----------------- | ----------------- | ----------------- | ----------------- | ------- |
| Australian Open              | R2                | R2                | VF                | VF                | VF                | R2                | HF                | HF                | R1                | R2                | R1                | F                 | VF                | HF                | VF                | 2R                | –                 | 2R                | 3R                | 3R                | 1R                | 1R                | –                 | –                 | 0       |
| French Open                  | R1                | R1                | R3                | R2                | R1                | R2                | S                 | S                 | R2                | R1                | R1                | VF                | S                 | S                 | HF                | VF                | HF                | 3R                | 1R                | VF                | –                 | 1R                | –                 | –                 | 4       |
| Wimbledon                    | R1                | VF                | HF                | R3                | R1                | R3                | R2                | R2                | R3                | R3                | R3                | R1                | VF                | HF                | R3                | F                 | VF                | HF                | 1R                | 2R                | 1R                | 1R                | Q1                | Q1                | 0       |
| US Open                      | R1                | R1                | R1                | R1                | R1                | R1                | R1                | R2                | R2                | HF                | R1                | R3                | F                 | F                 | R3                | VF                | S                 | HF                | S                 | 1R                | 1R                | 1R                | –                 | –                 | 2       |
| ATP Finals2                  | –                 | –                 | RR                | –                 | –                 | –                 | RR                | S                 | F                 | F                 | –                 | RR                | S                 | RR                | RR                | RR                | –                 | –                 | –                 | –                 | –                 | –                 | –                 | –                 | 2       |
| Indian Wells Masters         | R1                | R2                | R1                | –                 | R1                | –                 | HF                | 1R                | 1R                | F                 | HF                | HF                | HF                | HF                | HF                | VF                | F                 | 1R                | 1R                | –                 | –                 | –                 | –                 | –                 | 0       |
| Miami Masters                | R1                | R1                | HF                | R1                | VF                | 2R                | F                 | F                 | F                 | S                 | 1R                | VF                | S                 | S                 | 2R                | S                 | HF                | 3R                | 2R                | 2R                | 1R                | –                 | –                 | –                 | 4       |
| Monte Carlo Masters          | –                 | R1                | VF                | R2                | HF                | VF                | F                 | VF                | F                 | –                 | 1R                | VF                | S                 | 2R                | VF                | S                 | 1R                | 1R                | 2R                | –                 | –                 | 1R                | –                 | –                 | 2       |
| Madrid Masters3              | R1                | R2                | R2                | HF                | R1                | VF                | HF                | VF                | –                 | 2R                | 2R                | HF                | HF                | 1R                | HF                | S                 | F                 | S                 | 2R                | –                 | –                 | –                 | –                 | –                 | 2       |
| Rom Masters                  | –                 | R1                | R2                | –                 | R2                | HF                | VF                | 2R                | 2R                | VF                | 2R                | 2R                | HF                | HF                | S                 | HF                | VF                | –                 | 1R                | –                 | –                 | –                 | –                 | –                 | 1       |
| Hamburg Masters4             | nicht ausgetragen | nicht ausgetragen | nicht ausgetragen | nicht ausgetragen | nicht ausgetragen | nicht ausgetragen | nicht ausgetragen | nicht ausgetragen | nicht ausgetragen | nicht ausgetragen | 1R                | VF                | VF                | S                 | 2R                | F                 | –                 | VF                | 2R                | –                 | –                 | –                 | –                 | –                 | 1       |
| Kanada Masters               | –                 | –                 | R2                | R2                | –                 | R2                | VF                | VF                | HF                | F                 | –                 | VF                | VF                | HF                | F                 | S                 | 2R                | 2R                | HF                | 2R                | 1R                | 1R                | –                 | –                 | 1       |
| Cincinnati Masters           | –                 | –                 | VF                | HF                | R1                | R2                | R2                | 2R                | F                 | 2R                | –                 | 2R                | S                 | S                 | HF                | HF                | F                 | 2R                | VF                | 1R                | –                 | –                 | –                 | –                 | 2       |
| Shanghai Masters             | –                 | –                 | R2                | VF                | R1                | R1                | VF                | S                 | VF                | 2R                | nicht ausgetragen | nicht ausgetragen | nicht ausgetragen | nicht ausgetragen | nicht ausgetragen | nicht ausgetragen | nicht ausgetragen | nicht ausgetragen | nicht ausgetragen | nicht ausgetragen | nicht ausgetragen | nicht ausgetragen | nicht ausgetragen | nicht ausgetragen | 1       |
| Paris Masters                | –                 | –                 | R1                | R1                | R1                | HF                | VF                | HF                | S                 | –                 | 1R                | VF                | HF                | 1R                | HF                | 1R                | 2R                | VF                | S                 | –                 | –                 | –                 | –                 | –                 | 2       |
| Olympische Spiele            | n. a.             | n. a.             | 1R                | nicht ausgetragen | nicht ausgetragen | nicht ausgetragen | 1R                | nicht ausgetragen | nicht ausgetragen | nicht ausgetragen | –                 | nicht ausgetragen | nicht ausgetragen | nicht ausgetragen | 2R                | nicht ausgetragen | nicht ausgetragen | nicht ausgetragen | VF                | nicht ausgetragen | nicht ausgetragen | nicht ausgetragen | –                 | n. a.             | 0       |
| Davis Cup5                   | K1                | K1                | K1                | K2                | K2                | K2                | K2                | K2                | K2                | K1                | K1                | K1                | WG                | WG                | WG                | WG                | K1                | K1                | K1                | K1                | K1                | K2                | K2                | K2                | 0       |
| Turnierteilnahmen6           | 25                | 27                | 27                | 25                | 22                | 22                | 22                | 23                | 19                | 18                | 22                | 22                | 20                | 19                | 23                | 24                | 22                | 21                | 24                | 16                | 13                | 17                | 3                 | 0                 | 476     |
| Erreichte Finals             | 4                 | 2                 | 1                 | 1                 | 1                 | 5                 | 6                 | 7                 | 6                 | 4                 | 3                 | 2                 | 9                 | 8                 | 2                 | 12                | 10                | 3                 | 5                 | 4                 | 1                 | 2                 | 0                 | 0                 | 98      |
| Gewonnene Doppel-Titel       | 2                 | 1                 | 1                 | 0                 | 0                 | 3                 | 4                 | 4                 | 1                 | 1                 | 2                 | 1                 | 7                 | 5                 | 1                 | 6                 | 3                 | 2                 | 3                 | 4                 | 0                 | 1                 | 0                 | 0                 | 52      |
| Hartplatz-Siege/-Niederlagen | 14:11             | 15:13             | 17:19             | 23:16             | 13:15             | 16:14             | 25:14             | 35:13             | 13:10             | 23:14             | 19:13             | 22:11             | 33:7              | 27:8              | 18:14             | 33:12             | 32:10             | 20:11             | 28:12             | 13:8              | 5:10              | 5:9               | 0:1               | 0:0               | 461:270 |
| Sand-Siege/-Niederlagen      | 8:9               | 8:11              | 10:6              | 8:7               | 5:5               | 10:5              | 14:4              | 11:4              | 5:4               | 1:3               | 1:5               | 6:8               | 15:4              | 13:2              | 9:3               | 19:4              | 8:5               | 4:4               | 7:7               | 7:1               | 1:0               | 0:2               | 1:0               | 0:0               | 171:104 |
| Rasen-Siege/-Niederlagen     | 4:4               | 5:3               | 5:3               | 5:3               | 1:2               | 6:1               | 5:2               | 3:2               | 2:1               | 3:2               | 4:2               | 2:2               | 6:2               | 7:2               | 4:2               | 7:2               | 6:2               | 9:3               | 2:2               | 2:2               | 1:2               | 1:2               | 0:1               | 0:0               | 90:49   |
| Teppich-Siege/-Niederlagen7  | 0:0               | 0:0               | 0:0               | 0:0               | 0:0               | 0:0               | 0:0               | 0:0               | 0:0               | 0:0               | 1:0               | 1:1               | 3:1               | 6:5               | 7:3               | 6:1               | 8:2               | 5:2               | 3:1               | 7:1               | 1:1               | 6:3               | 2:1               | 2:0               | 58:22   |
| Gesamt-Siege/-Niederlagen8   | 26:24             | 28:27             | 32:28             | 36:26             | 19:22             | 32:20             | 44:20             | 49:19             | 32:21             | 27:19             | 25:20             | 31:22             | 57:14             | 53:17             | 38:22             | 65:19             | 54:19             | 38:20             | 40:22             | 29:12             | 8:13              | 12:16             | 3:3               | 2:0               | 780:445 |
| Jahresendposition            | 55                | 41                | 21                | 28                | 47                | 22                | 7                 | 3                 | 7                 | 11                | 32                | 16                | 3                 | 4                 | 10                | 1                 | 3                 | 11                | 9                 | 33                | 104               | 94                | 146               | 316               | N/A     |

Zeichenerklärung: S = Turniersieg; F, HF, VF, AF = Einzug ins Finale / Halbfinale / Viertelfinale / Achtelfinale; 1R, 2R, 3R = Ausscheiden in der 1. / 2. / 3. Hauptrunde; RR = Round Robin (Gruppenphase)
1 Turnierresultat in Klammern bedeutet, dass der Spieler das Turnier noch nicht beendet hat; es zeigt seinen aktuellen Turnierstatus an. Nachdem der Spieler das Turnier beendet hat, wird die Klammer entfernt.

2 vor 2009 Tennis Masters Cup.

3 Das Masters-Turnier von Madrid wurde vor 2002 in Stuttgart, Essen und Stockholm ausgetragen. Im Jahr 2009 erfolgte ein Belagwechsel von Hartplatz zu Sand.

4 Das Turnier von Hamburg ist seit 2009 nicht mehr Teil der Masters-Serie.

5 PO = Playoff (Auf- und Abstiegsrunde in der Davis-Cup-Weltgruppe). S = Turniersieg; F, HF, VF, AF = Einzug ins Finale / Halbfinale / Viertelfinale / Achtelfinale der Weltgruppe; WG = Verbleib in bzw. Aufstieg in die Weltgruppe; K1, K2, K3 = Verbleib bzw. Auf- oder Abstieg in Kontinentalgruppe 1, 2, 3

6 Im Gegensatz zum ATP Ranking werden hier (sowie bei der Anzahl Finalteilnahmen und gewonnener Titel) nur Turniere der ATP Tour sowie die vier Grand-Slam-Turniere und die ATP Finals gezählt, d. h. keine Challenger- oder Future-Turniere oder Mannschaftswettbewerbe (Davis Cup oder World Team Cup). Letztere zählen jedoch in den Sieg/Niederlagen-Statistiken.

7 Seit der Saison 2009 werden keine ATP-Turniere mehr auf Teppich ausgetragen.

8 Stand: Karriereende

### Mixed
| Turnier         | 1997 | 1998 | 1999 | 2000 | 2001 | 2002 | 2003 | 2004 | 2005 | 2006 | 2007 | 2008 | 2009 | 2010 | 2011 | 2012 | 2013 | 2014 | 2015 | 2016 | 2017 | 2018 | Karriere |
| --------------- | ---- | ---- | ---- | ---- | ---- | ---- | ---- | ---- | ---- | ---- | ---- | ---- | ---- | ---- | ---- | ---- | ---- | ---- | ---- | ---- | ---- | ---- | -------- |
| Australian Open | —    | HF   | F    | —    | 1    | —    | 1    | —    | HF   | —    | F    | 1    | 1    | AF   | 1    | 1    | AF   | AF   | 1    | 1    | 1    | 1    | F        |
| French Open     | —    | —    | —    | —    | AF   | —    | —    | —    | 1    | AF   | 1    | 1    | HF   | VF   | AF   | VF   | 1    | 1    | 1    | VF   | 1    | 1    | HF       |
| Wimbledon       | 2    | S    | 2    | —    | 2    | —    | —    | —    | —    | HF   | 1    | AF   | AF   | AF   | 2    | AF   | 2    | F    | 1    | 2    | AF   | 2    | S        |
| US Open         | —    | S    | —    | F    | 1    | —    | —    | VF   | —    | AF   | S    | 1    | 1    | —    | 1    | HF   | S    | AF   | VF   | AF   | —    | —    | S        |